# Municipio de Kadrina
El municipio de Kadrina (estonio: Kadrina vald) es un municipio estonio perteneciente al condado de Lääne-Viru.

## Localidades
- Ama
- Arbavere
- Härjadi
- Hõbeda
- Hulja
- Jõepere
- Jõetaguse
- Jürimõisa
- Kadapiku
- Kadrina
- Kallukse
- Kihlevere
- Kiku
- Kolu
- Kõrveküla
- Lante
- Läsna
- Leikude
- Loobu
- Mäo
- Mõndavere
- Neeruti
- Ohepalu
- Orutaguse
- Pariisi
- Põima
- Ridaküla
- Rõmeda
- Salda
- Saukse
- Tirbiku
- Tokolopi
- Udriku
- Uku
- Undla
- Vaiatu
- Vandu
- Viitna
- Võduvere
- Vohnja
- Võipere[1]